# David Álvarez (ur. 1994)
David Álvarez, Davo, właśc. Antonio David Álvarez Rey (ur. 18 grudnia 1994 w Luarce) – hiszpański piłkarz, występujący na pozycji pomocnika lub napastnika, w klubach hiszpańskich, polskim i belgijskim.

## Kariera piłkarska

### Kluby w Hiszpanii
Jest wychowankiem klubu Luarca CF na szczeblu młodzieżowym. Swoją seniorską karierę rozpoczął w Realu Avilés. 13 maja 2020 roku został zawodnikiem klubu UD Ibiza, z którym wywalczył awans do Segunda División. Na tym szczeblu zadebiutował 13 sierpnia 2021 roku, zmieniając Ekaina Zenitagoję w wyjazdowym meczu przeciwko Realowi Saragossa.

### Wisła Płock
3 czerwca 2022 został zawodnikiem występującej w Ekstraklasie Wisły Płock, podpisując dwuletni kontrakt z opcją przedłużenia. 17 lipca 2022 roku zadebiutował w drużynie, w ligowym, domowym meczu przeciwko Lechii Gdańsk (3:0), w którym zdobył swojego pierwszego gola. Po rundzie wiosennej sezonu 2022/2023 był liderem klasyfikacji strzelców ligi, strzelając 9 goli w 18 spotkaniach. Wystąpił również w dwóch meczach Pucharu Polski, w których zdobył jednego gola.

### KAS Eupen
31 stycznia 2023, ostatniego dnia okna transferowego, podpisał obowiązujący do 30 czerwca 2026 kontrakt z belgijskim KAS Eupen. 4 lutego 2023 zadebiutował w zespole, wchodząc na ostatnie 14 minut domowego, zremisowanego 1:1 meczu przeciwko KVC Westerlo. W sezonie 2022/2023 wystąpił dla KAS w 7 meczach, nie zdobywając gola, zaliczając jedną asystę, a jego klub rozgrywki zakończył na 15. miejscu.

### Deportivo La Coruña
18 lipca 2023 został wypożyczony na sezon 2023/2024 do Deportivo La Coruña. Zadebiutował 26 sierpnia 2023 w zremisowanym 0:0 meczu Primera Federación przeciwko Rayo Majadahonda na Estadio Municipal de Riazor (występował przez pierwsze 70 minut meczu). 11 listopada 2023 zdobył pierwszą bramkę dla klubu, ustalając wynik 2:0 w domowym, ligowym meczu przeciwko UD Logroñés. Po zakończonym awansem do Segunda División sezonie, dołączył do Deportivo na stałe – 19 czerwca 2024 wiążąc się z klubem dwuletnim kontraktem.